# Rajon Klimawitschy

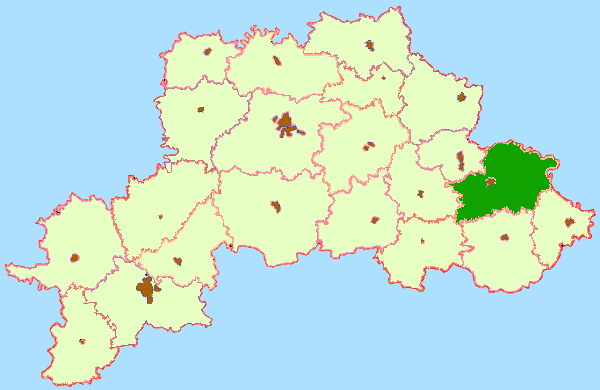
Rajon Klimawitschy, Karte

Der Rajon Klimawitschy (belarussisch Клімавіцкі раён; russisch Климовичский район) ist eine Verwaltungseinheit in der Mahiljouskaja Woblasz in Belarus mit dem administrativen Zentrum in der Stadt Klimawitschy. Die Fläche des Rajons beträgt 1600 km².

## Geographie
Der Rajon Klimawitschy liegt im Westen der Mahiljouskaja Woblasz. Die Nachbarrajone in der Mahiljouskaja Woblasz sind im Südosten Chozimsk, im Süden Kaszjukowitschy, im Südwesten Krasnapolle, im Westen Tscherykau und im Nordwesten Krytschau.